# Ergativitate divizată
În tipologia lingvistică, ergativitatea divizată este o caracteristică a anumitor limbi în care unele construcții folosesc sintaxa și morfologia ergativă, dar alte construcții prezintă o altă structură, de obicei nominativ-acuzativă. Condițiile în care sunt utilizate construcțiile ergative variază de la o limbă la alta.

## Nominativ–acuzativ vs. ergativ–absolutiv
Limbile nominativ-acuzative (inclusiv limbile europene, cu excepția notabilă a Basque) tratează în același mod gramatical atât agentul dintr-o propoziție cu un verb tranzitiv, cât și obiectul (sau pacientul) dintr-o propoziție cu un verb intranzitiv. Dacă limba utilizează marcatori de caz, ei iau același caz. Dacă folosește ordinea cuvintelor, este paralelă.
Consideră următoarele două propoziții:
Liviu merge.
Liviu face o ciorbă.
În română, „Liviu”, în ambele propoziții, este subiectul și este în cazul nominativ (au același rol în propoziție). Verbul „merge” este intranzitiv, pentru că nu acceptă un obiect căruia să îi schimbe starea, există doar subiectul care provoacă acțiunea (agentul). Limbile ergativ-absolutive consideră că dacă verbul este intranzitiv, atunci este starea argumentului unic („Liviu”) care este afectată ca urmare a executării acțiunii, deci argumentul unic se comportă ca un obiect, drept care este în același caz (sau are același loc în propoziție în limbile cu ergativitate sintactică) cu „o ciorbă” din propoziția cealaltă.
În română, cazul nominativ este folosit pentru agentul acțiunii în ambele cazuri, și cazul acuzativ pentru obiect „o ciorbă”.
În limbile ergative, cazul ergativ este folosit pentru „Liviu” în prima propoziție, și „o ciorbă”, iar cazul absolutiv este folosit pentru „Liviu” în a doua propoziție.
Luând un alt exemplu, în următoarele propoziții din limba Inuktitut (una din limbile inuite din Canada), subiectul „femeia” este în caz ergativ (arnaup) atunci când apare cu un verb tranzitiv, în timp ce obiectul „mărul” (aapu) este în caz absolutiv. În propoziția intranzitivă, subiectul „femeia” arnaq este în cazul absolutiv.
- Arnaup nirijanga aapu. 'Femeia mănâncă mărul'.
- Arnaq pisuktuq. 'Femeia merge pe jos'.

În limbile ergative divizate, unele construcții modelează aceste cazuri cu o construcție nominativ-acuzativă, iar altele cu una ergativ-absolutivă.

## Condițiile divizării
Divizarea este de obicei condiționată de una dintre următoarele:
1. Prezența unui participant la discurs (persoana întâi sau a doua) în discuție. Limba australiană Dyirbal se comportă ergativ în toate contextele morfosintactice. Cu toate acestea, atunci când apare un pronume de persoana întâi sau a doua, acesta este marcat conform unui model nominativ-acuzativ (cu cazul cel mai puțin marcat, atunci când este agent sau intranzitiv, sau cu cazul cel mai marcat, atunci când este pacient). Acest lucru poate fi explicat de animozitatea ridicată a unui vorbitor la persoana întâi sau a doua în ierarhia animozității.
2. Utilizarea anumitor aspecte gramaticale și/sau timp gramatical în verb. Familia indo-iraniană, de exemplu, prezintă o diviziune între aspectul perfectiv și aspectul imperfectiv. În limba hindustani (hindi-urdu), un verb tranzitiv în aspect perfectiv cere ca argumentele sale să fie marcate cu un model ergativ, iar aspectele imperfective declanșează marcarea acuzativă.[3]
3. Tipul de marcare implicat. Unele limbi (diverse limbi austroneziene din Noua Guinee, cum ar fi Sinaugoro) au o structură ergativ-absolutivă în ceea ce privește marcarea cazului substantivelor, dar o structură nominativ-acuzativ în ceea ce privește acordul prin intermediul afixelor pentru marcarea persoanei la verb.
4. Agentivitatea subiectului intranzitiv. În limbi precum Dakota, argumentele verbelor active, precum a alerga, sunt marcate ca agenți tranzitivi, ca în limbile acuzative, dar argumentele verbelor inactive, precum a sta, sunt marcate ca obiecte tranzitive, ca în limbile ergative. Limbile cu un astfel de marcaj sunt cunoscute sub numele de „limbi split-S” și sunt formal un subtip al limbilor active.
5. Considerații pragmatice sau pentru accent, contrast sau claritate. În anumite limbi tibetane-birmane, datele elicitate au un model coerent de marcare a cazului ergativ, aspectual ergativ divizat sau activ-stativ, iar în discursul natural marcarea „ergativă” se găsește doar în unele puține propoziții, de obicei cu un sens pragmatic de accent sau contrast. [4]